# 斯特凡·罗伊特
斯特凡·罗伊特（德語：Stefan Reuter，1966年10月16日—）是一名前德国足球运动员，现任奥格斯堡足球俱乐部总经理。

## 球员生涯

### 俱乐部
罗伊特的青年队生涯主要在其家乡——位于中弗兰肯行政区的球队丁克尔斯比尔1860（TSV 1860 Dinkelsbühl）度过，随后在其未满16岁时便被当时的德乙球队纽伦堡签入。在距离自己18岁生日还剩10天的时候，罗伊特在纽伦堡客场以3:2战胜奥芬巴赫踢球者的比赛中登场，完成了自己的德乙首秀。当季他随纽伦堡顺利升入德甲，并一直效力至1988年。期间除了代表球队在德甲出场125次之外，他还参加过3场德国杯比赛，并射入2球。
此后的3个赛季罗伊特效力于联赛竞争对手拜仁慕尼黑，共参加了95场德甲联赛（4球）、10场欧洲联盟杯比赛（1球）和12场欧洲冠军杯比赛（3球），并赢得3个冠军头衔。在短暂的为意甲球队尤文图斯效力一赛季后，罗伊特回到德国转投多特蒙德，并一直效力至其职业生涯结束。他在多特蒙德的12个赛季共赢得7个冠军头衔，并分别在1993和2002年两次进入欧洲联盟杯决赛。

### 国家队
作为德国16岁以下国家足球队的一份子，罗伊特参加了在德国举行的1984年欧洲U-16足球锦标赛。球队先是在资格赛中以小组第一的身份出线，并在四分之一决赛中淘汰荷兰。随着半决赛在海尔布隆以5:1大胜南斯拉夫，罗伊特得以以替补的身份进入1984年5月5日在乌尔姆进行的决赛，德国在决赛中以2:0战胜苏联，加冕欧洲青年冠军。
在德国18岁以下国家足球队中，罗伊特发挥出色，共连续7次代表国家队上阵；升入德国21岁以下国家足球队后，他在1985年9月24日德国客场1:2不敌瑞典的比赛中首次亮相，随后在11次出场中射入2球。此外，罗伊特还在1987年随德国联邦国防军参加了军人世界杯足球赛，并夺得亚军。
1987年4月18日，罗伊特完成了自己在成年组国家队的首秀，他是在德国主场0:0战平意大利的友谊赛中，于第63分钟替补沃尔夫冈·罗尔夫登场。其国家队的首个入球则是在1987年12月12日德国客场1:1战平巴西的比赛中于第90分钟射入。罗伊特共代表国家队参加过1990年、1998年世界杯，以及1992年和1996年欧洲杯。他于国家队的最后一场比赛是在1998年6月15日，德国于巴黎以2:0战胜美国的法国世界杯小组赛。

## 官员生涯
罗伊特在2004年7月1日至2005年1月3日曾进入多特蒙德的管理层负责招商工作。2006年1月23日，他加盟慕尼黑1860担任总经理，主管体育竞技事务。在2008年5月13日分管财务的总经理被解职后，罗伊特在3个月的时间里单独担任这一职务，直至2008年8月13日球队再委任多一名总经理。2009年2月2日，慕尼黑1860引入米罗斯拉夫·斯特维奇作为新的体育总监。一天后，罗伊特因无法接受权利被分薄而离开，并立即执行，但他的合同直至2009年6月30日才届满。2012年12月27日，罗伊特接替尤尔根·罗尔曼成为奥格斯堡的新任体育总经理，合同期至2015年6月30日。

## 荣誉

### 俱乐部
- 欧洲冠军联赛冠军（1）：1997年（随多特蒙德）
- 洲際盃冠军（1）：1997年（随多特蒙德）
- 德国足球冠军（5）：1989年、1990年（随拜仁慕尼黑），1995年、1996年、2002年（随多特蒙德）
- 德国超级杯冠军（3）：1990年（随拜仁慕尼黑），1995年、1996年（随多特蒙德）

### 国家队
- 世界杯冠军（1）：1990年
- 欧洲杯冠军（1）：1996年
- U-16欧洲杯冠军（1）：1984年

## 其它
罗伊特在年轻的时候也曾是一名成功的田径运动员，曾夺得县级跳远冠军及巴伐利亚州的越野赛跑冠军。其百米冲刺速度达到11.2秒，这也为他赢得了“渦輪增壓器（Turbo）”的绰号。罗伊特还是德国青少年足球基金会的管委会成员，该基金会成立于2000年，由罗伊特和于尔根·克林斯曼等其他前国家队成员创办，主要提供一些足球教练及讲师开办的特别课程。